# 주제 (음악)
주제(主題, theme)는 작곡자의 표현내용이 가장 단적으로 응축된 것으로, 악곡의 생명을 가름하는 중요한 요소이다. 그러나 주제 그 자체는 형식적으로는 전혀 자유이므로, 가령 큰악절이 아니면 안 된다든가, 복합악절이 아니면 안 된다는 제약은 전혀 없다. 주제로서는 그 악곡 전체가 의존하고 있는 형식의 특성, 예를 들어 소나타 형식이면 주제의 동기적 전개, 푸가의 경우는 주제의 모방에 견딜 수 있는 가능성을 별도로 하면, 오로지 음악적인 내용 여하가 문제로 될 뿐이다. 보표예 3은 바흐의 <평균율> 제1번에서 제16번의 푸가, 보표예 4는 모차르트의 피아노 소나타(K 331) 제1악장 <주제와 변주>, 보표예 5는 베토벤의 피아노 소나타 제1번, 작품 2의 1 제1악장의 각 주제이다. 이것들을 보면 형식이 달라짐에 따라 주제의 형태도 또한 달라진다는 것을 이해할 것이다.

## 같이 보기
- 라이트모티브